# Ron Flockhart
Ronald William Flockhart, detto Ron (Edimburgo, 16 giugno 1923 – Kallista, 12 aprile 1962), è stato un pilota di Formula 1 britannico.

## Carriera
Ron Flockhart cominciò la propria carriera automobilistica prendendo parte a gare con vetture sport, salvo passare alle ruote scoperte nel 1952, quando con una vecchia ERA prese parte al campionato di Formula Libre.
Nel 1954 ebbe l'occasione di esordire in Formula 1 alla guida di una vettura di Prince Bira, ma fu costretto a ritirarsi all'unico appuntamento a cui prese parte: il Gran Premio di Gran Bretagna. Due anni dopo, oltre a ottenere il suo primo podio nella massima serie, riuscì a vincere la 24 Ore di Le Mans. Queste performance portarono la BRM a offrirgli un contratto per la stagione 1957. Vinse quindi nuovamente la 24 Ore di Le Mans, ma in Formula 1 fu protagonista di un grave incidente al Gran Premio di Francia, in cui riportò diverse ustioni.
Dopo un 1958 avaro di soddisfazioni, nel 1959 s'impose in alcune gare a ruote coperte, mentre nel 1960 ottenne il suo ultimo punto nel mondiale di Formula 1 con un sesto posto.
Negli anni seguenti continuò a correre, in particolare per il Team Lotus. Nel 1962 si stava preparando per battere un record di volo a bordo di un vecchio Mustang quando morì in uno schianto a Kallista, vicino a Melbourne.

## Risultati in Formula 1
| 1954 | Scuderia | Vettura       |  |  |  |  |     |  |  |  |  |  |  | Punti | Pos. |
| ---- | -------- | ------------- |  |  |  |  | --- |  |  |  |  |  |  | ----- | ---- |
| 1954 | B. Bira  | Maserati 250F |  |  |  |  | Rit |  |  |  |  |  |  | 0     |      |

| 1956 | Scuderia      | Vettura    |  |  |  |  |  |     |  |   |  |  |  | Punti | Pos. |
| ---- | ------------- | ---------- |  |  |  |  |  | --- |  | - |  |  |  | ----- | ---- |
| 1956 | BRM Connaught | P25-Tipo A |  |  |  |  |  | Rit |  | 3 |  |  |  | 4     | 14º  |

| 1957 | Scuderia | Vettura |  |     |  |     |  |  |  |  |  |  |  | Punti | Pos. |
| ---- | -------- | ------- |  | --- |  | --- |  |  |  |  |  |  |  | ----- | ---- |
| 1957 | BRM      | P25     |  | Rit |  | Rit |  |  |  |  |  |  |  | 0     |      |

| 1958 | Scuderia | Vettura |  |    |  |  |  |  |  |  |  |  |     | Punti | Pos. |
| ---- | -------- | ------- |  | -- |  |  |  |  |  |  |  |  | --- | ----- | ---- |
| 1958 | BRM      | P25     |  | NQ |  |  |  |  |  |  |  |  | Rit | 0     |      |

| 1959 | Scuderia | Vettura |     |  |  |   |     |  |   |    |  |  |  | Punti | Pos. |
| ---- | -------- | ------- | --- |  |  | - | --- |  | - | -- |  |  |  | ----- | ---- |
| 1959 | BRM      | P25     | Rit |  |  | 6 | Rit |  | 7 | 13 |  |  |  | 0     |      |

| 1960 | Scuderia     | Vettura |  |  |  |  |  |   |  |  |  |     |  | Punti | Pos. |
| ---- | ------------ | ------- |  |  |  |  |  | - |  |  |  | --- |  | ----- | ---- |
| 1960 | Lotus Cooper | 18-T51  |  |  |  |  |  | 6 |  |  |  | Rit |  | 1     | 25º  |

| Legenda | 1º posto     | 2º posto | 3º posto    | A punti         | Senza punti/Non class.  | Grassetto – Pole position Corsivo – Giro più veloce |
| Legenda | Squalificato | Ritirato | Non partito | Non qualificato | Solo prove/Terzo pilota | Grassetto – Pole position Corsivo – Giro più veloce |